# Hubert-Charron Cabana
Hubert-Charron Cabana, né le 14 juin 1838 et mort le 9 juin 1901, est un avocat, journaliste, homme politique et un fonctionnaire canadien-français. Figurant parmi les premiers avocats canadiens-français de Sherbrooke, il a cofondé Le Pionnier de Sherbrooke, premier journal de langue française de cette ville, dont il est devenu le premier maire francophone. La rue Cabana et le pont Hubert-C.-Cabana de Sherbrooke sont nommés en sa mémoire.